# Mjösjön (Vännäs socken, Västerbotten, 709786-168471)
Mjösjön är en sjö i Vännäs kommun i Västerbotten och ingår i Umeälvens huvudavrinningsområde. Sjön har en area på 0,166 kvadratkilometer och ligger 185,4 meter över havet.

## Delavrinningsområde
Mjösjön ingår i det delavrinningsområde (709834-168569) som SMHI kallar för Mynnar i Pengån. Medelhöjden är 162 meter över havet och ytan är 16,76 kvadratkilometer. Räknas de 2 avrinningsområdena uppströms in blir den ackumulerade arean 36,46 kvadratkilometer. Hasabäcken som avvattnar avrinningsområdet har biflödesordning 3, vilket innebär att vattnet flödar genom totalt 3 vattendrag innan det når havet efter 55 kilometer. Avrinningsområdet består mestadels av skog (76 procent). Avrinningsområdet har 0,15 kvadratkilometer vattenytor vilket ger det en sjöprocent på 0,9 procent.